# Wola Cieklińska
Wola Cieklińska (j. łemkowski Воля Цеклиньска) – wieś w Polsce położona w województwie podkarpackim, w powiecie jasielskim, w gminie Dębowiec.
W 1595 roku wieś Nowa Wola Cieklińska położona w powiecie bieckim województwa krakowskiego była własnością starosty krasnostawskiego Jana Mniszcha. W latach 1975–1998 miejscowość administracyjnie należała do województwa krośnieńskiego.

## Zabytki
Obiekty wpisane do rejestru zabytków nieruchomych województwa podkarpackiego.
- Cmentarz wojenny nr 11 – Wola Cieklińska

### Inne
- Cmentarz wojenny nr 10 – Wola Cieklińska – przy szosie do Jasła.

## Religia
Wierni Kościoła rzymskokatolickiego należą do parafii Świętego Michała Archanioła w Cieklinie.